# Hockey Monza
|  | Per a altres significats, vegeu « Roller Monza». |

Hockey Club Monza va ser un club d'hoquei sobre patins de la localitat italiana de Monza, a la regió de la Llombardia. Va ser fundat l'any 1933 per Ambrogio Mauri i Gianni Redaelli amb el nom Skating Hockey Club Monza.
L'any 1997 el club va deixar la pràctica del hoquei sobre patins per dedicar-se a l'hoquei sobre patins en línia. Finalment, en acabar la temporada 2003/04 l'entitat va cessar definitivament la seva activitat.
Va guanyar la Lliga italiana en 7 ocasions diferents els anys 1951, 1953, 1956, 1961, 1965, 1966 i 1968, mentre que també s'imposà en 3 ocasions a la Copa d'Itàlia els anys 1971, 1984 i 1989.
A nivell internacional el Hockey Monza va guanyar la Copa de les Nacions de 1946 i la Copa de la CERS de 1989, on va derrotar l'Igualada Hoquei Club a la final. Per altra banda, cal destacar que el Hockey Monza va perdre en dues ocasions la final de la Copa d'Europa: l'any 1966 contra el Club Patí Voltregà i l'any 1967 contra el Reus Deportiu. Així com en una ocasió la Copa de la CERS, l'any 1982, contra el Hockey Club Liceo.

## Palmarès
- 7 Lligues italianes:1951, 1953, 1956, 1961, 1965, 1966 i 1968
- 3 Copes italianes: 1971, 1984 i 1989
- 1 Copa de la CERS: 1989
- 1 Copa de les Nacions: 1946